# Рогге, Лике
Лике Рогге (нидерл. Lieke Rogge; род. 30 ноября 2000, Занстад, Северная Голландия) — нидерландская ватерполистка, игрок сборной Нидерландов. Бронзовый призёр летних Олимпийских игр 2024 года, чемпионка мира 2023 года, чемпионка Европы 2024 года.

## Карьера
Лике Рогге в 2022 году окончила колледж в Амстердаме получив специальность физиотерапевт. Старшая сестра Лике — Бента Рогге, тоже успешно занимается водным поло.
С 2023 года Лике Рогге играет за первую национальную сборную. На чемпионате мира 2023 года в Фукуоке сборная Нидерландов, обыграв итальянок в полуфинале и испанок в финале стал чемпионом мира. Лике Рогге забила два гола в финальном матче и реализовала свой бросок с пятиметровой дистанции.
Зимой 2024 года нидерландская сборная одержала победу на чемпионате Европы в Эйндховене, в составе команды была Лике Рогге.
Рогге была включена в олимпийскую сборную для участия в Играх 2024 года в Париже, где нидерландки проиграли испанкам в полуфинале после серии послематчевых штрафных бросков. В матче за третье место Нидерланды обыграли действующих чемпионок из Соединенных Штатов и стали бронзовыми призёрами Олимпиады.